# Nighthawks (Keith Emerson)
Nighthawks è il secondo album del tastierista britannico Keith Emerson, pubblicato dalla MCA nel 1981 e contenente la colonna sonora del film I falchi della notte.
Gli arrangiamenti e la direzione orchestrale sono di Godfrey Salmon.

## Tracce
Tutti i brani sono composti da Keith Emerson, tranne dove indicato.
Le voci sono di Paulette McWilliams (A4) e K. E. (1B).

### Lato A
1. Nighthawks (Main Title Theme) – 2:24
2. Mean Stalkin' – 2:19
3. The Bust – 2:03
4. Nighthawking[1] – 6:16
5. The Chase – 6:02

### Lato B
1. I'm a Man[2] – 4:16 (Steve Winwood, Jimmy Miller)
2. The Chopper – 3:01
3. Tramway – 3:25
4. I'm Comin' In – 2:57
5. Face to Face – 2:51
6. The Flight of a Hawk – 3:06